# Sâu bướm
Sâu bướm là giai đoạn ấu trùng của các thành viên thuộc bộ Lepidoptera (bộ côn trùng bao gồm bướm ngày và bướm đêm).
Sâu bướm của hầu hết các loài ăn nguyên liệu thực vật (thường là lá), nhưng không phải tất cả; một số (khoảng 1%) ăn côn trùng, và một số thậm chí còn ăn thịt đồng loại. Một số ăn các sản phẩm động vật khác. Ví dụ, sâu bướm quần áo ăn len, sâu bướm sừng ăn móng guốc và sừng của động vật móng guốc đã chết.
Sâu bướm thường là loài phàm ăn và nhiều loài trong số chúng là một trong những loài gây hại nông nghiệp nghiêm trọng nhất. Trên thực tế, nhiều loài bướm đêm được biết đến nhiều nhất ở giai đoạn sâu bướm vì chúng gây ra thiệt hại cho trái cây và các sản phẩm nông nghiệp khác, trong khi loài bướm này ít được biết đến và không gây hại trực tiếp. Ngược lại, nhiều loài sâu bướm khác nhau được coi là nguồn cung cấp tơ, thức ăn cho người hoặc động vật hoặc để kiểm soát sinh học các loài gây hại.

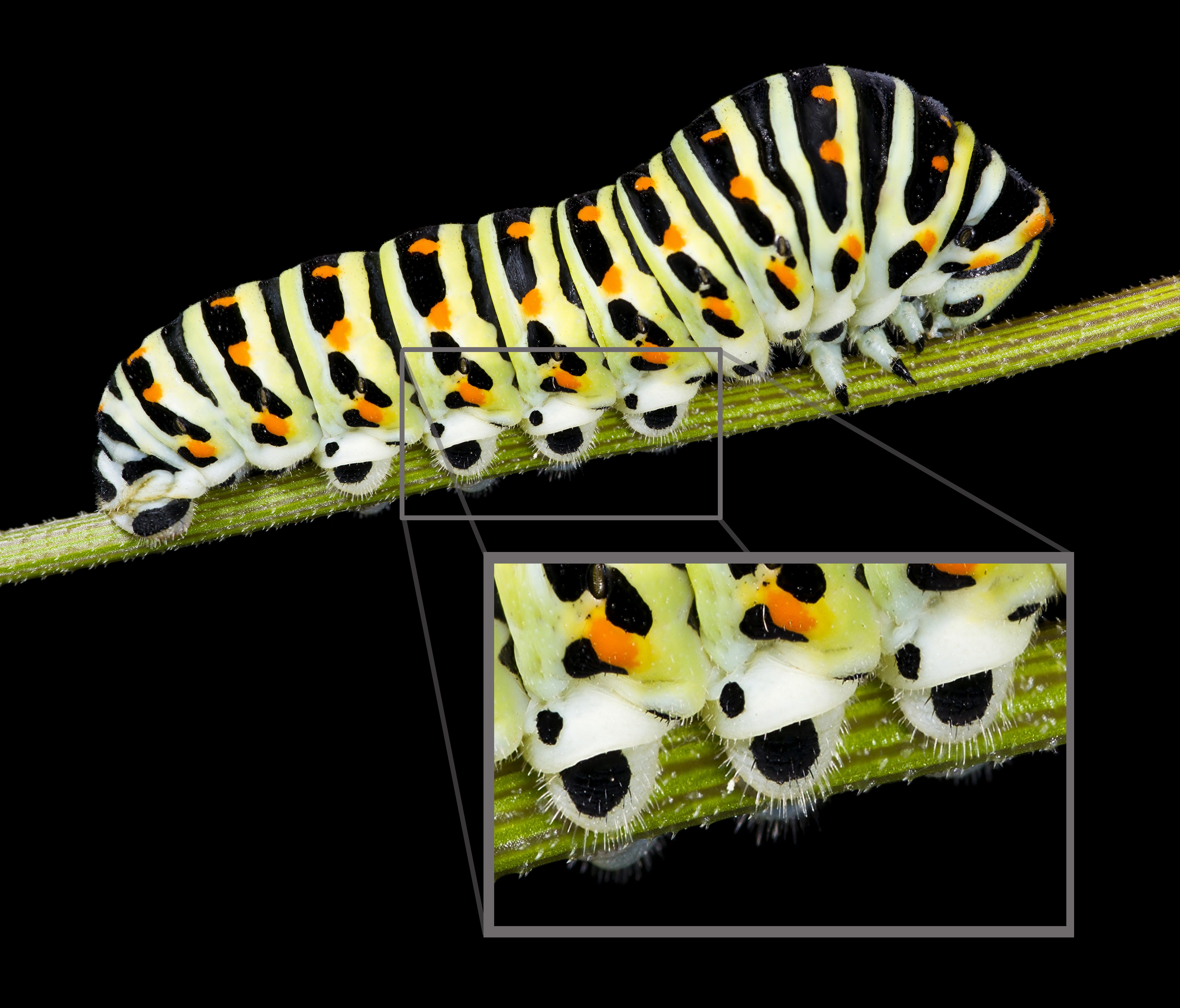
Proleg Papilio machaon

## Vòng đời
Một con bướm cái đẻ trứng ở trên cây sau khi giao phối với con đực. Trứng nở thành ấu trùng. Ấu trùng có bữa ăn đầu tiên là vỏ trứng của nó. Rồi chúng ăn lá cây. Sau đó, chúng kết kén thành nhộng, rồi nở thành con trưởng thành.
Hầu hết các loài bướm ở giai đoạn trưởng thành của mình có thể sống từ một tuần đến gần một năm tùy thuộc vào loài. Bướm thuộc nhóm động vật biến nhiệt.

## Di chuyển
Sâu bướm di chuyển rất chậm chạp vì chúng chỉ có 3 cặp chân nhỏ nằm ở phía trước cơ thể. Để đỡ phần cơ thể dài phía sau, chúng thường có cơ quan giúp chúng bám vào bề mặt vật. Các cơ quan này được gọi là chân giả. Một nhóm số sâu bướm lớn chỉ có 2 cặp chân giả, gần phía sau cơ thể chúng. Khi di chuyển, chúng phải làm cho cơ thể cuộn lại, và đẩy mình về phía trước. Chúng được gọi là các con sâu bướm cuộn. Ngoài ra, cũng có các loài di chuyển theo những cách khác như vặn mình, lộn đầu...

## Kẻ thù
Những con sâu này có rất nhiều kẻ thù, đặc biệt là chim, và chúng làm mọi cách để tránh kẻ thù mạnh hơn của mình. Một số tự vệ bằng cách đi ăn đêm, ban ngày chúng nguỵ trang để kẻ thù không nhận ra. Một số có màu sáng, mùi khó chịu. Một số khác nữa có vỏ dày và lông ngứa dính trên cổ họng.

## Hình ảnh

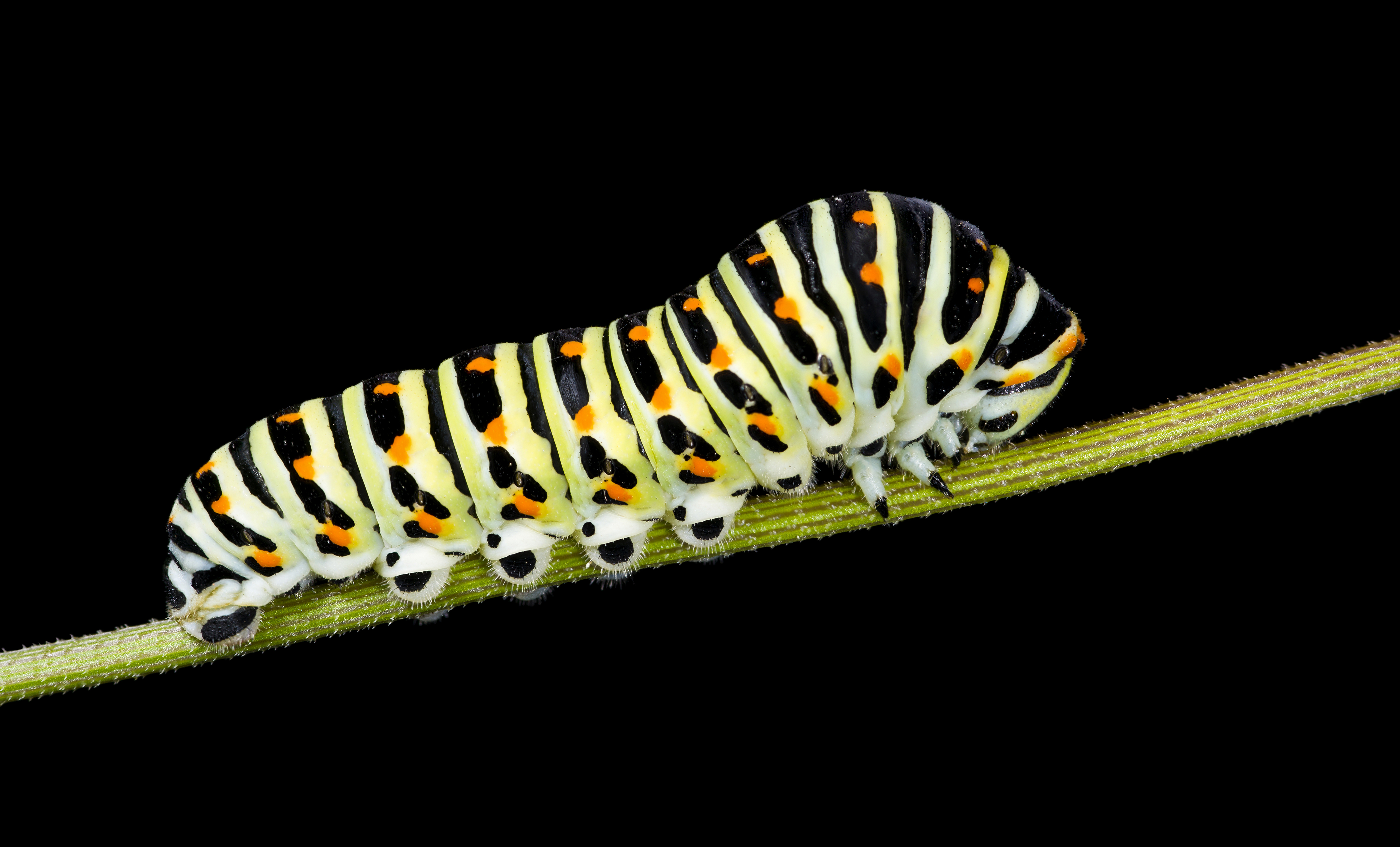
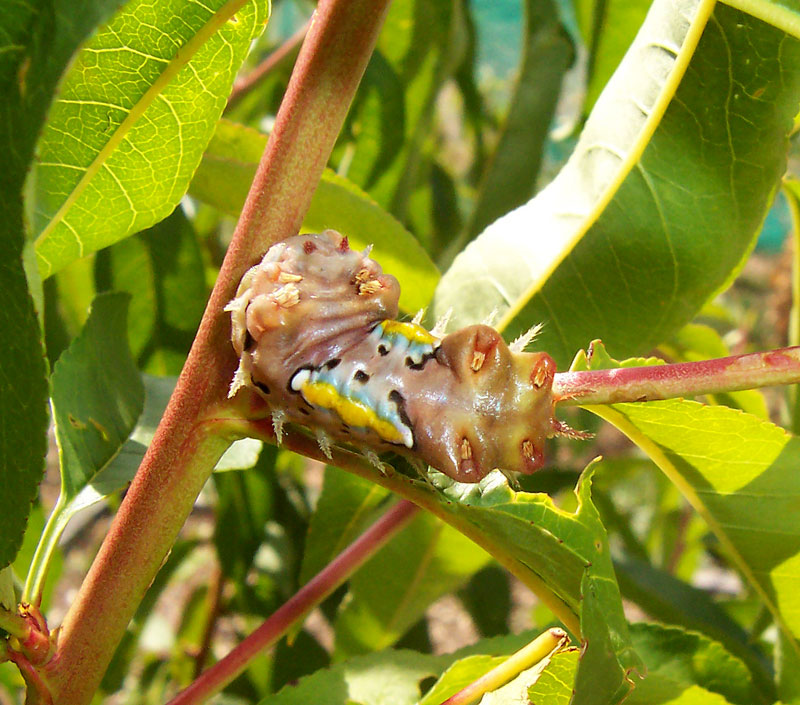
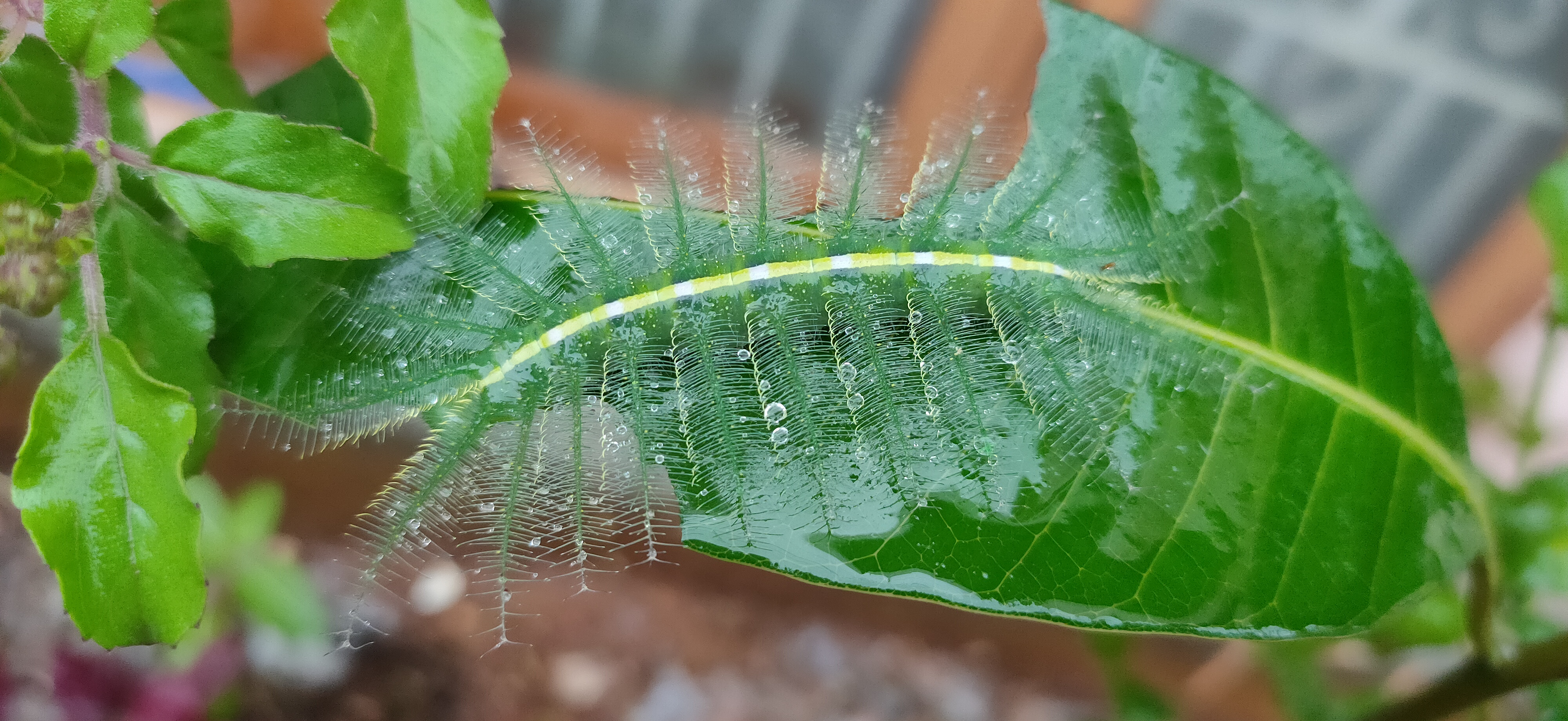
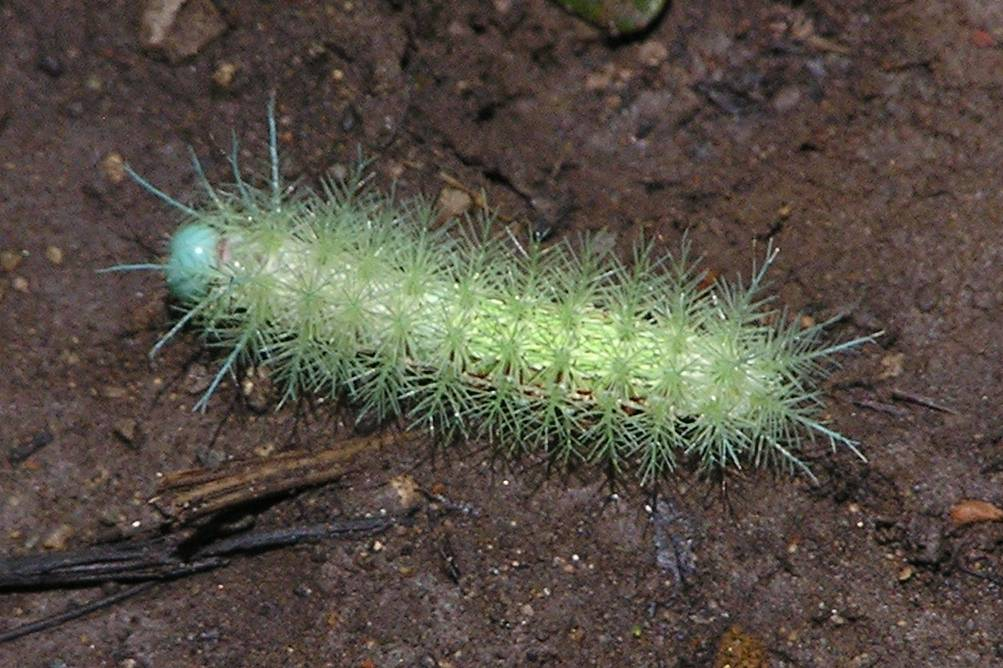
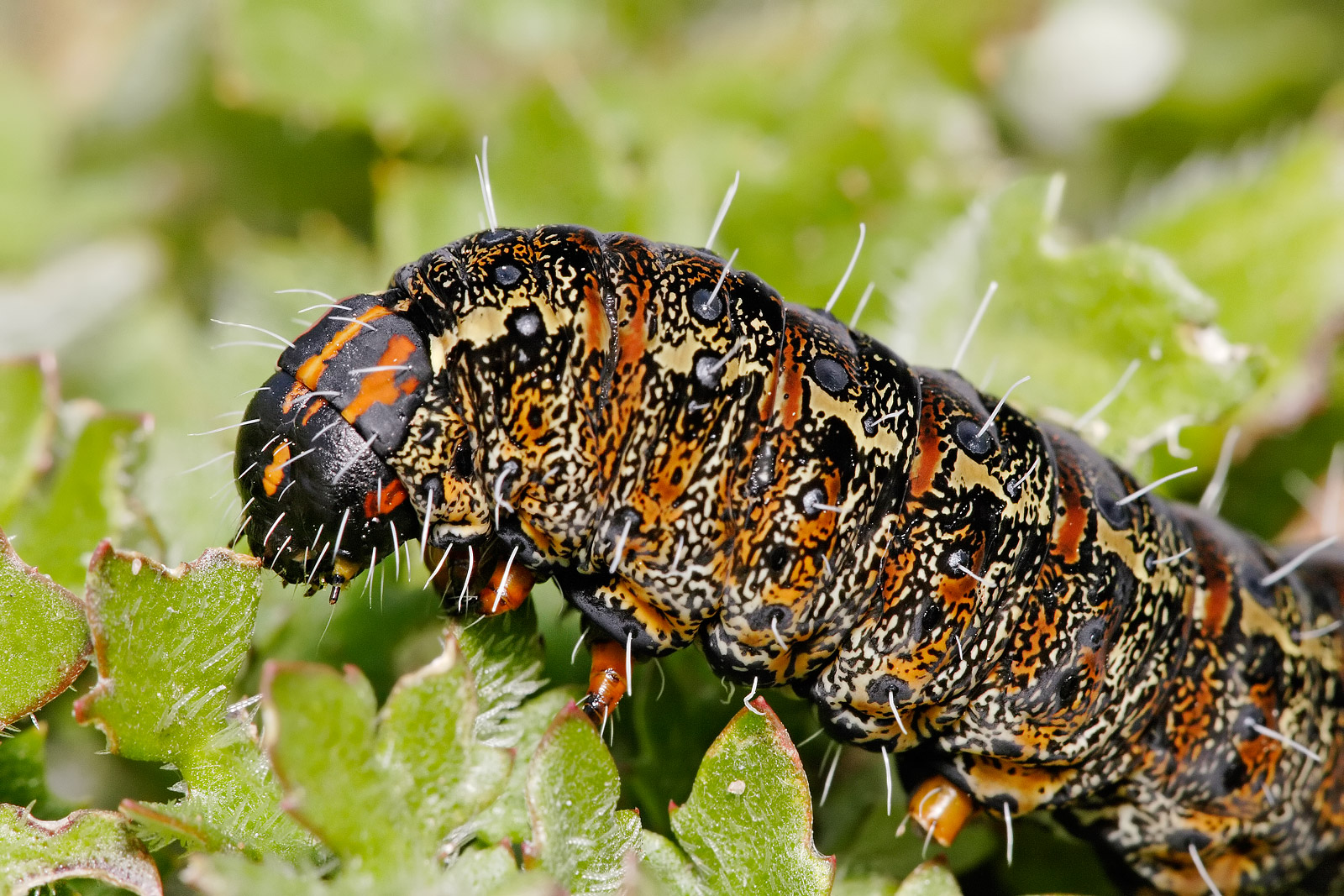
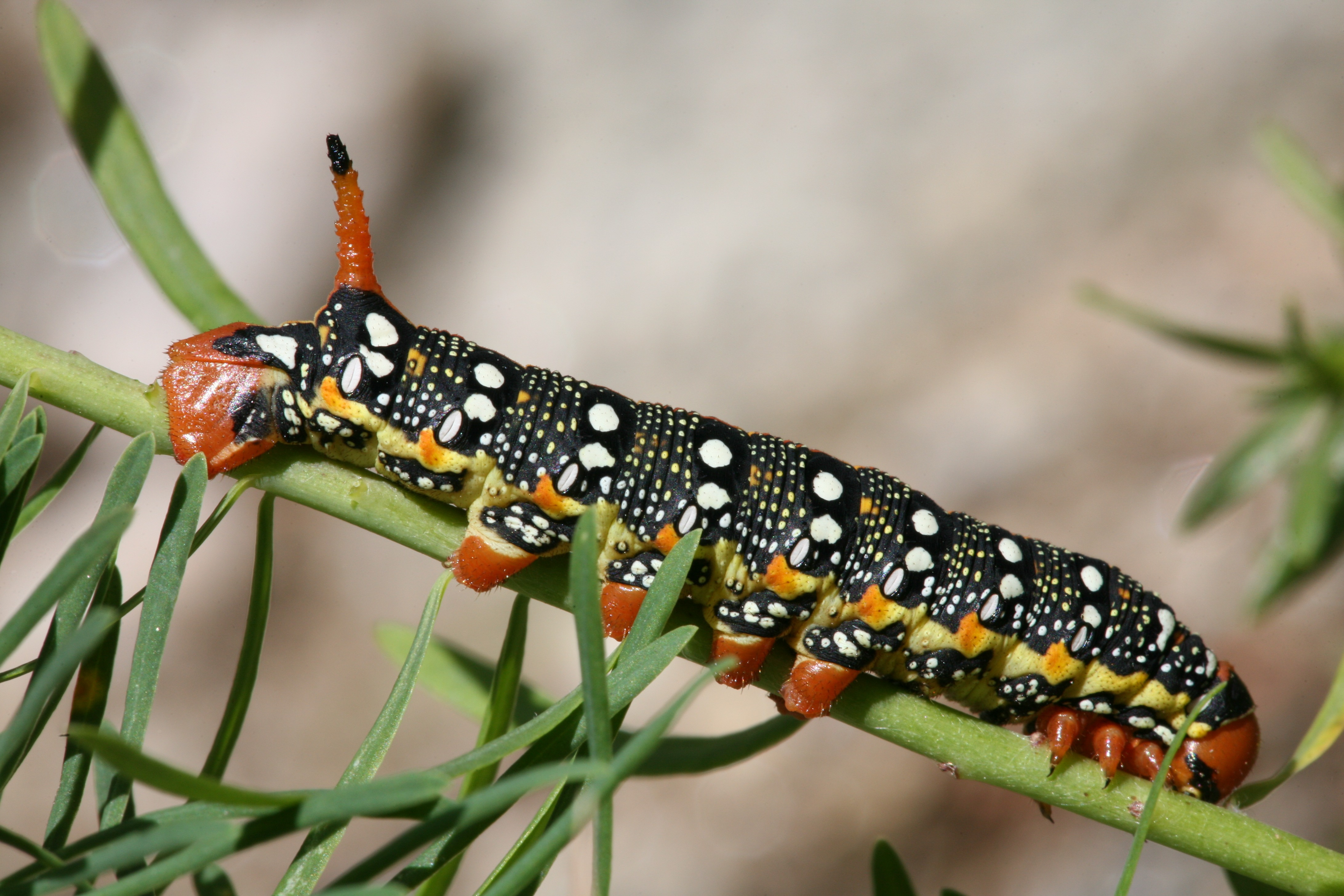
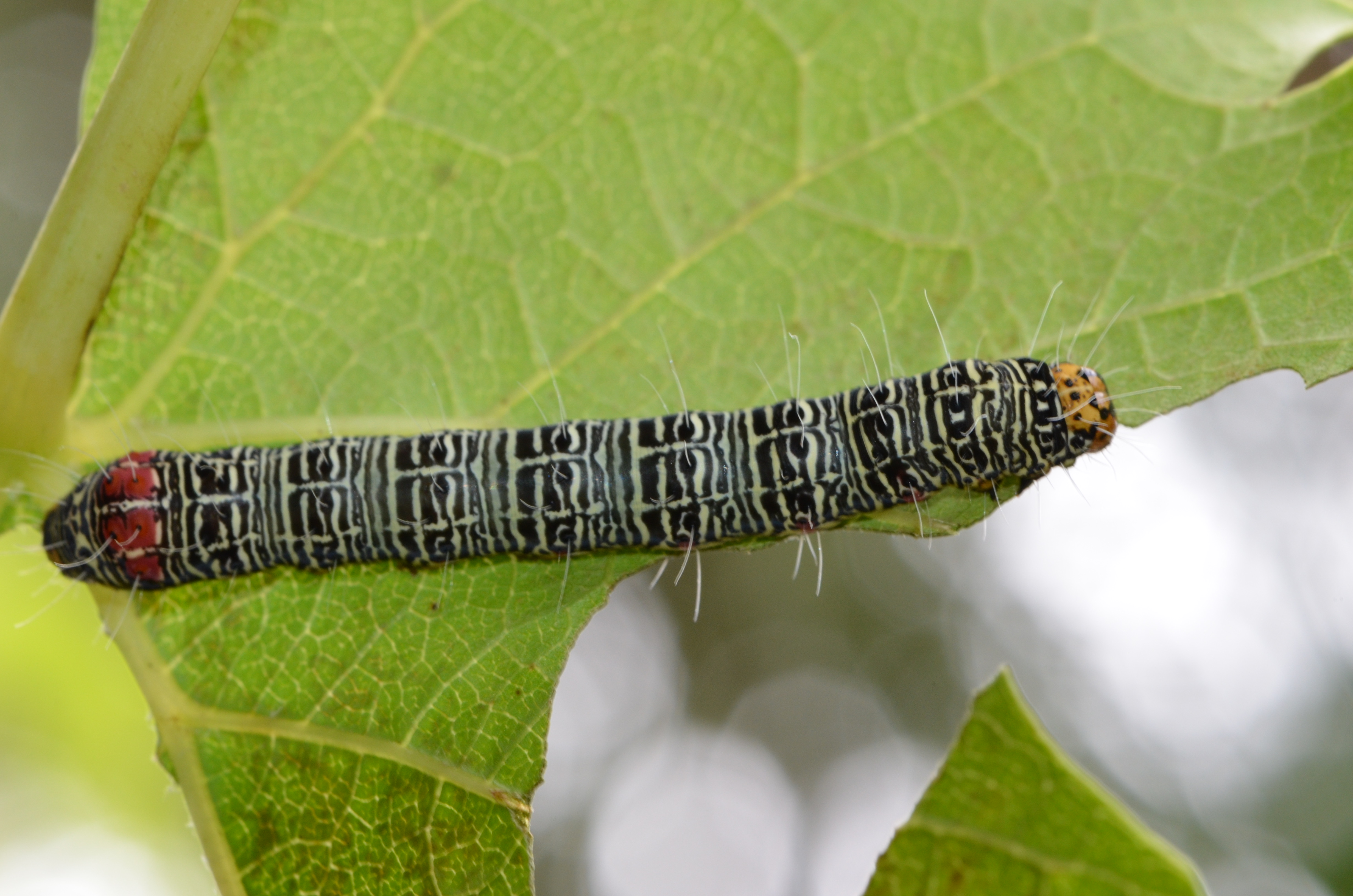
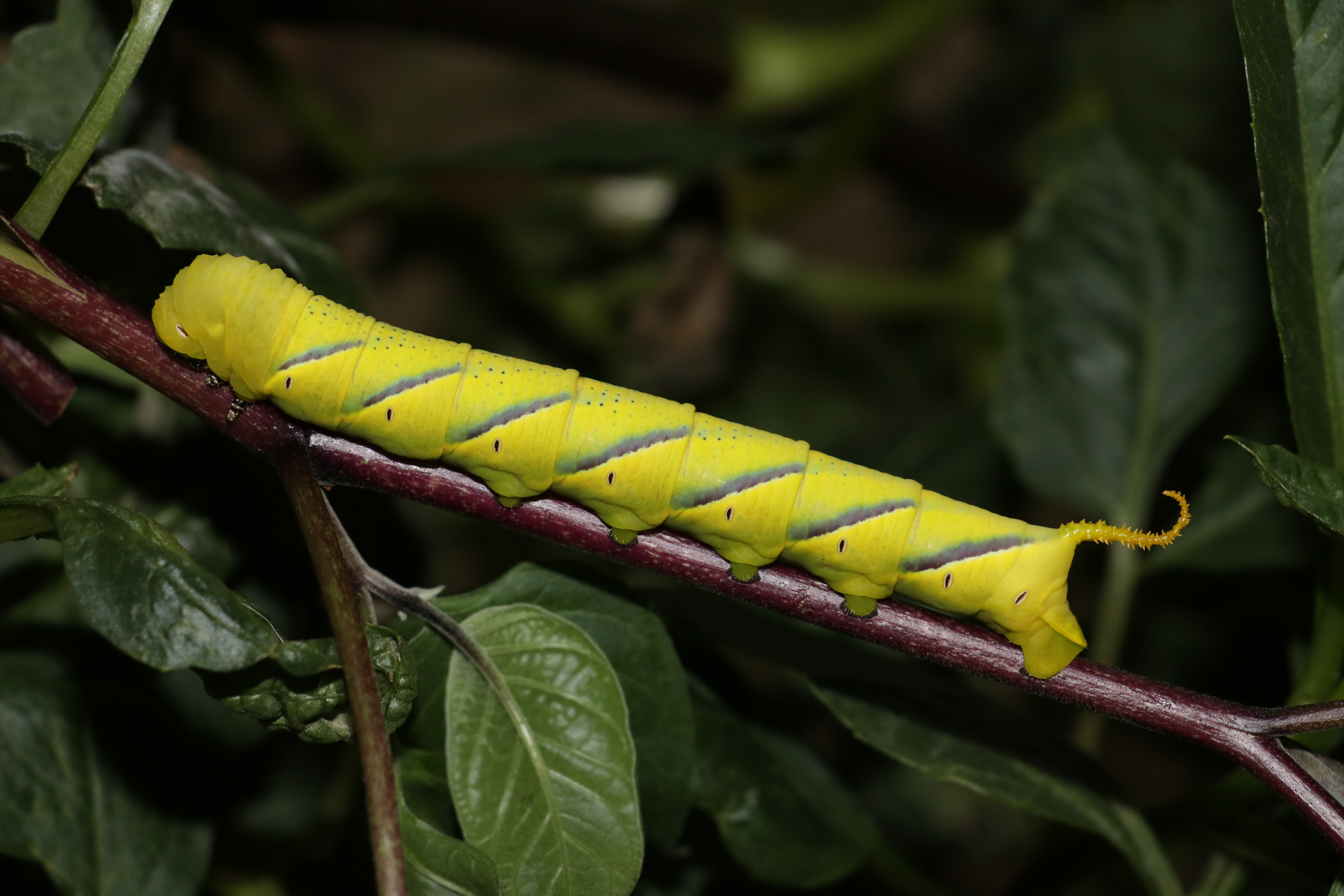
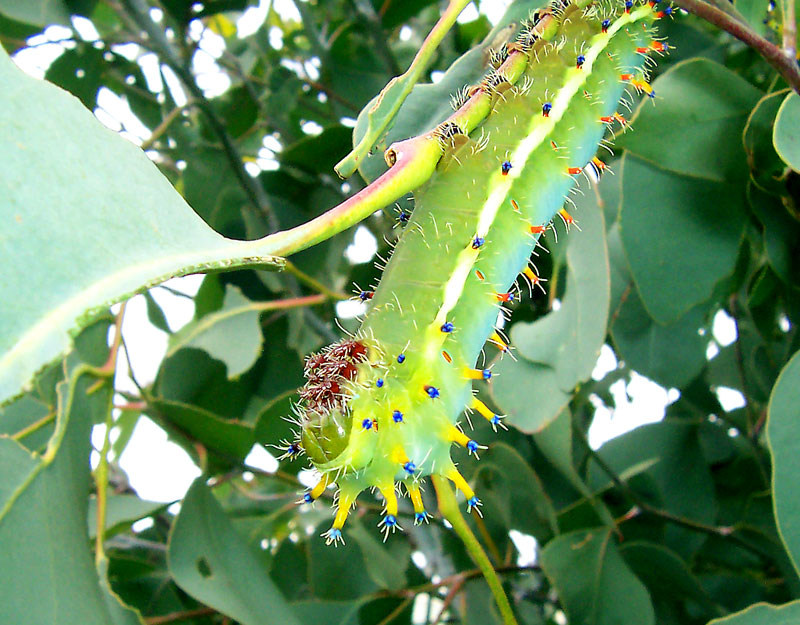
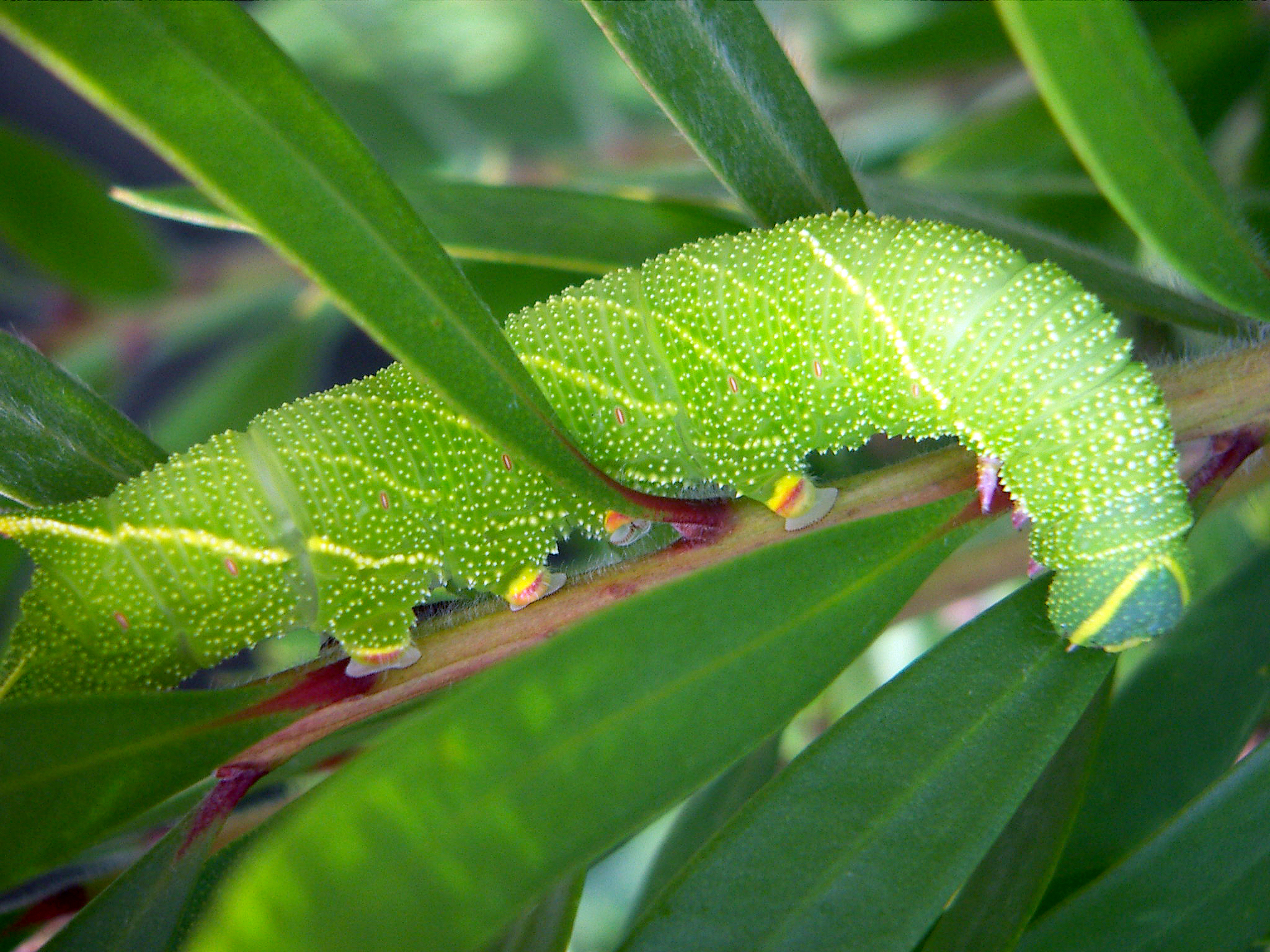
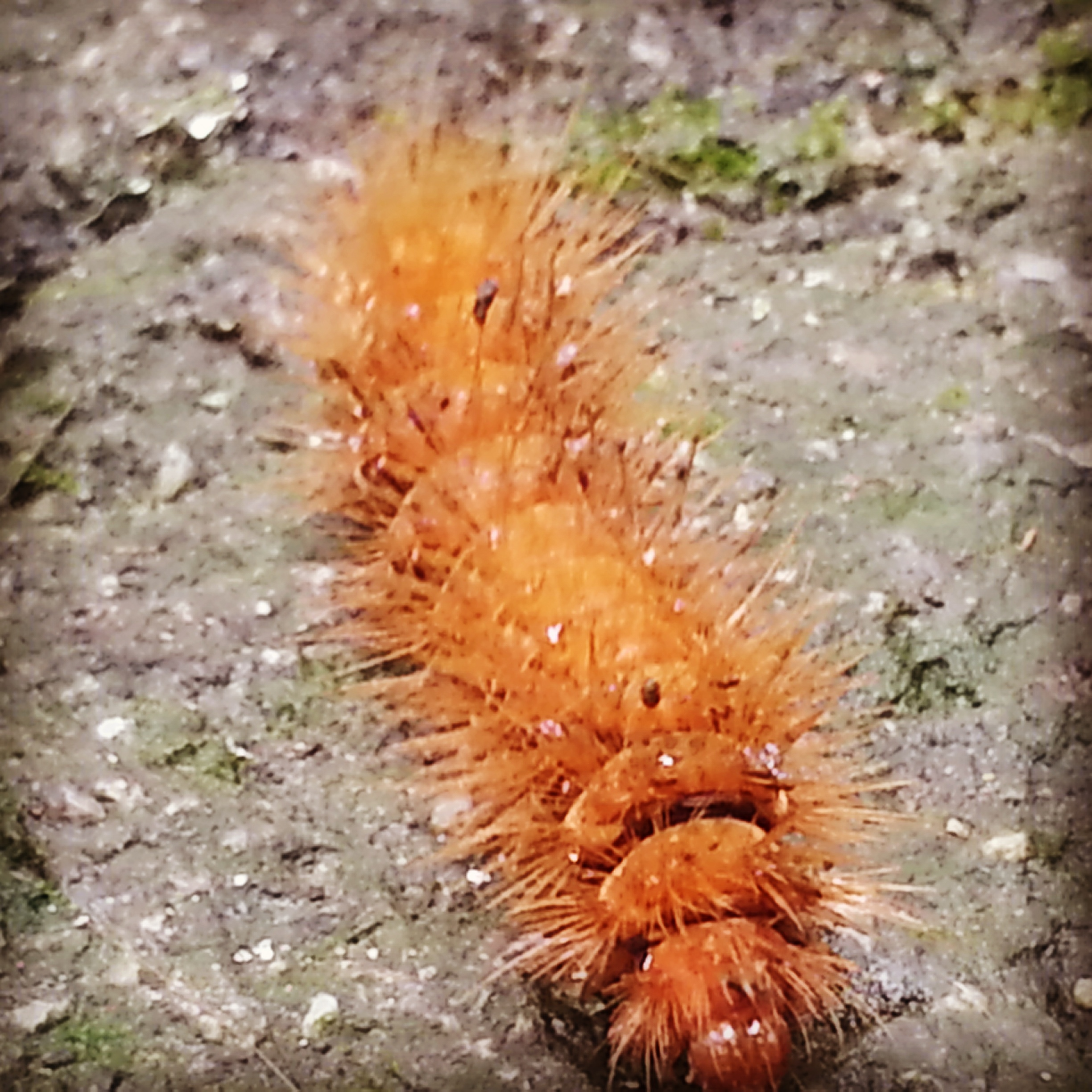
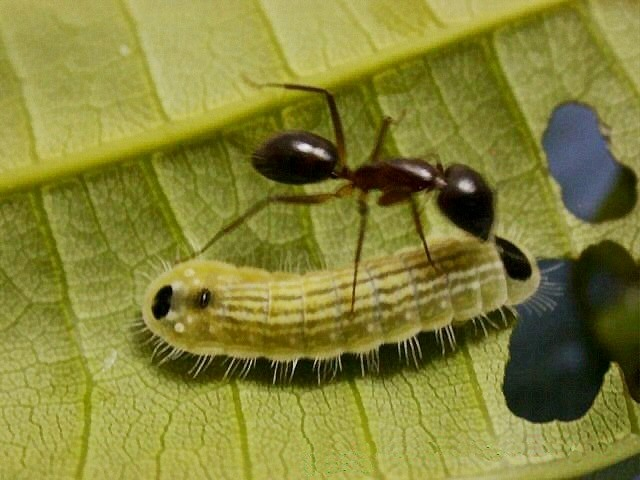
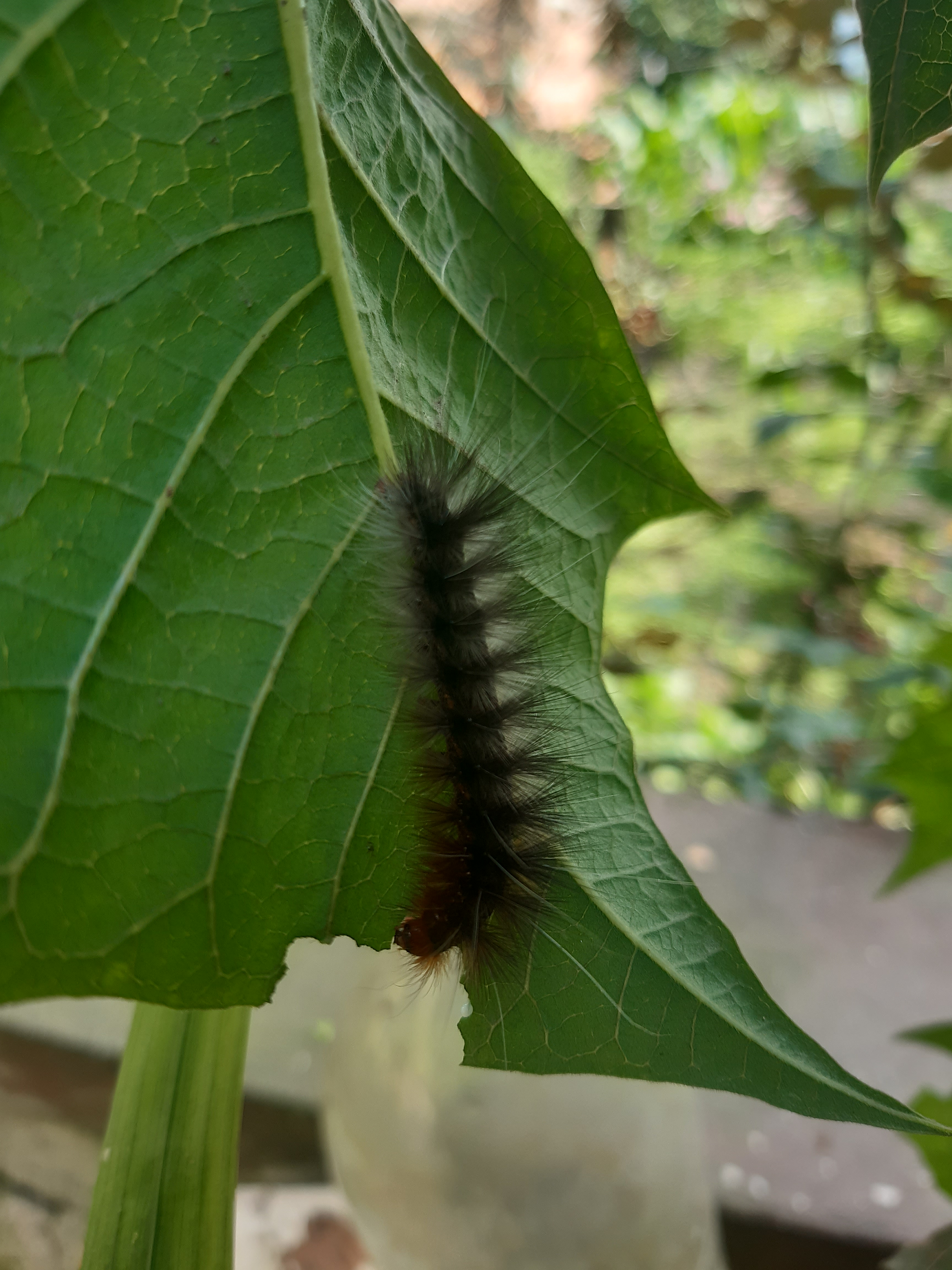
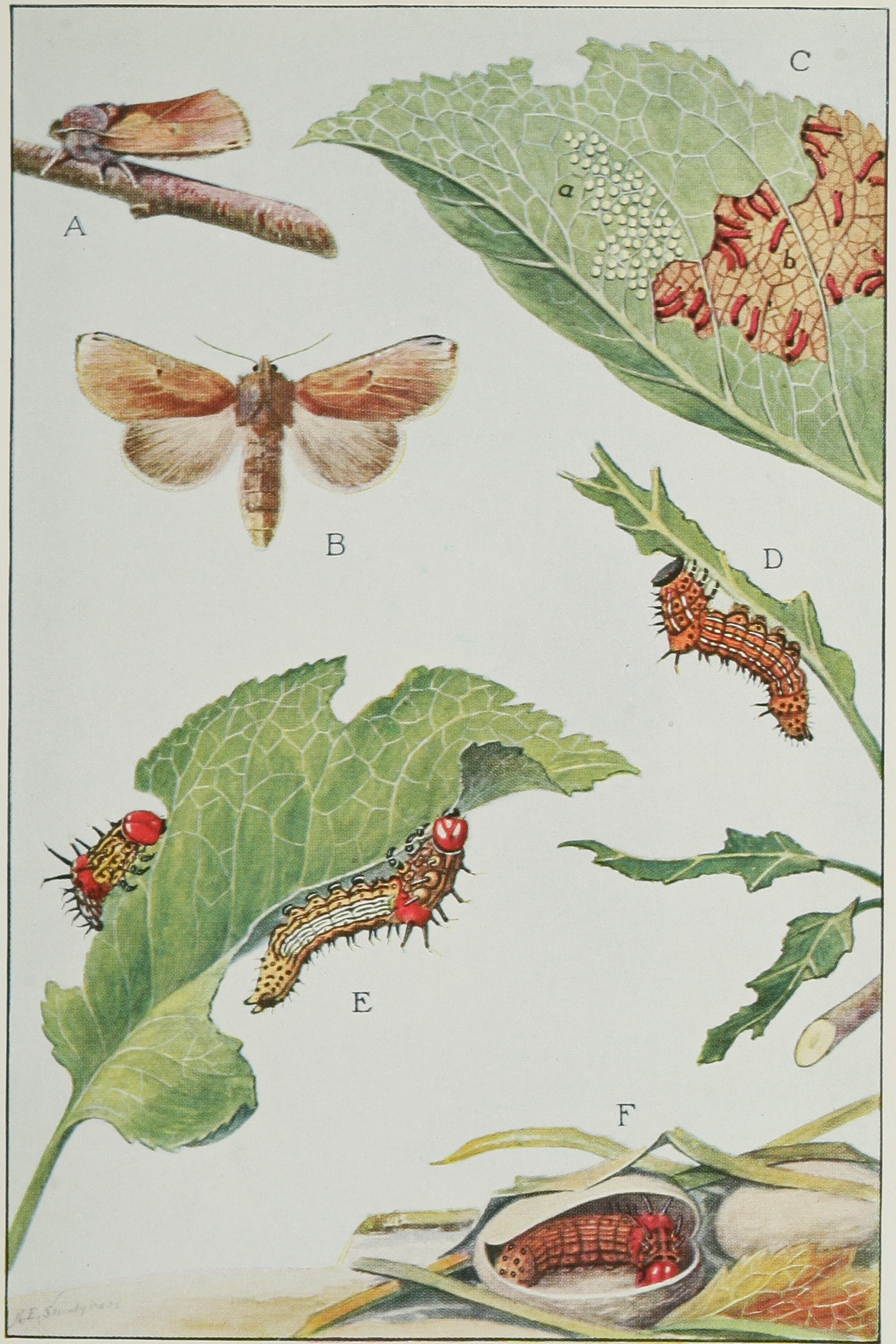
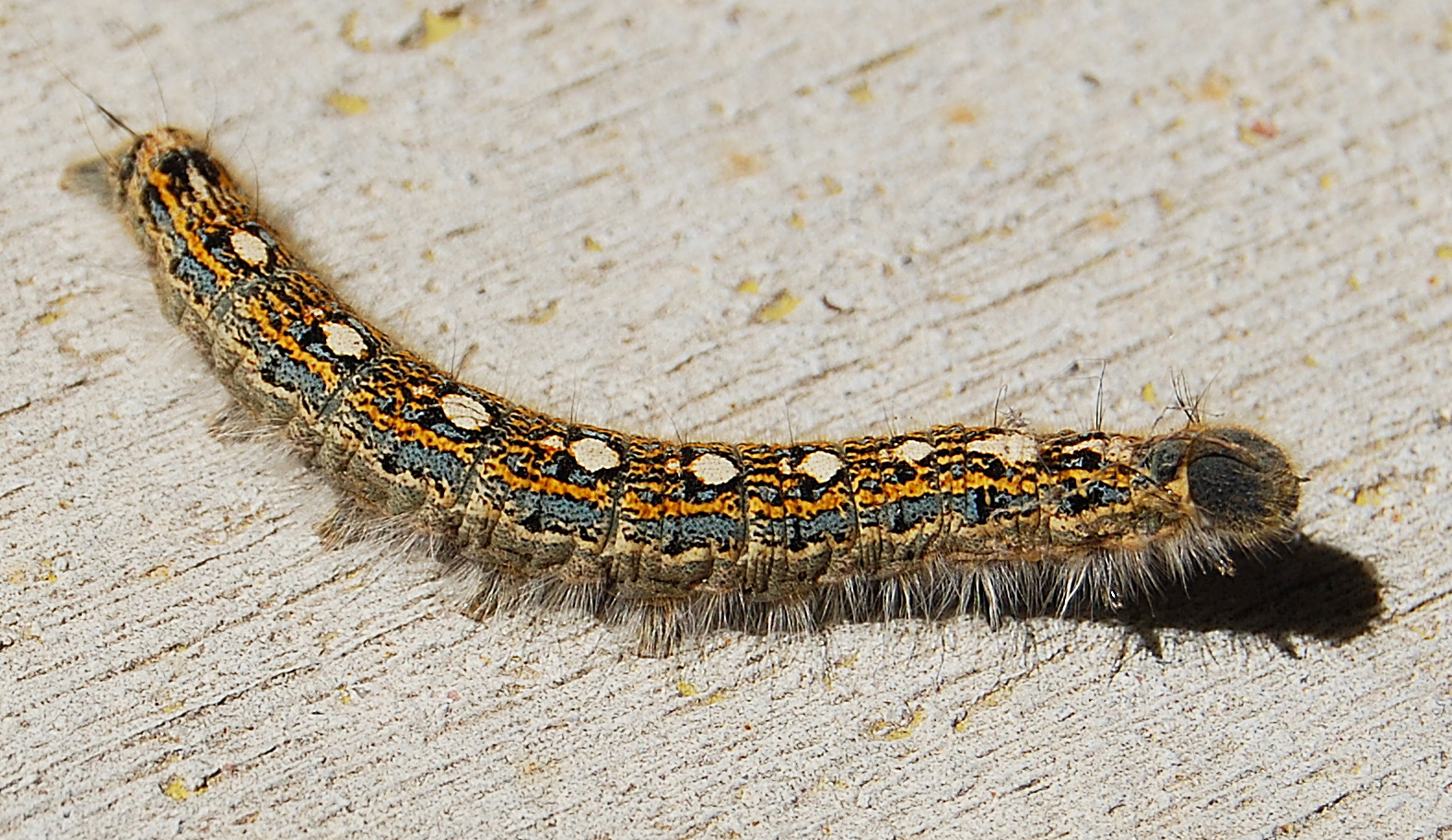
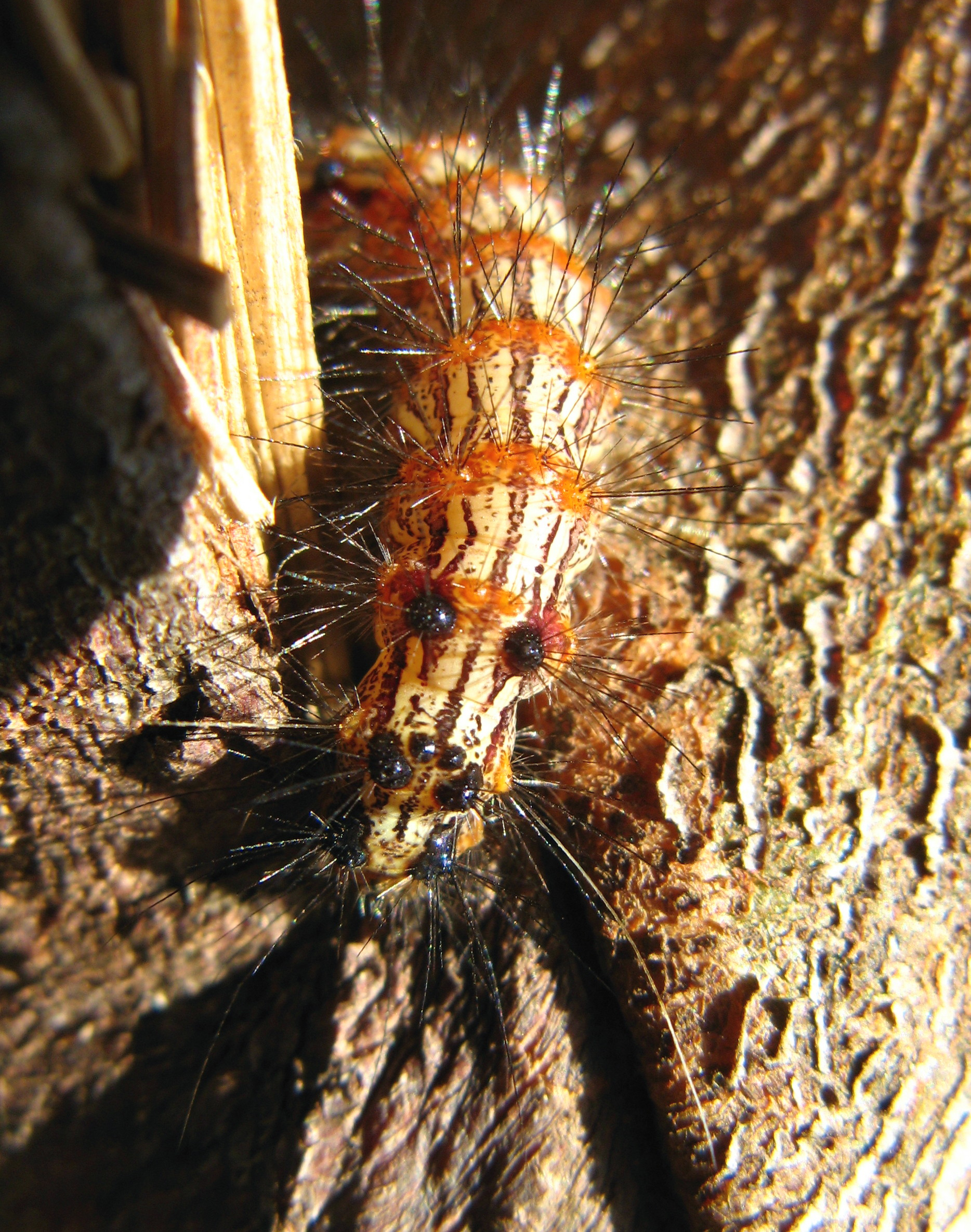
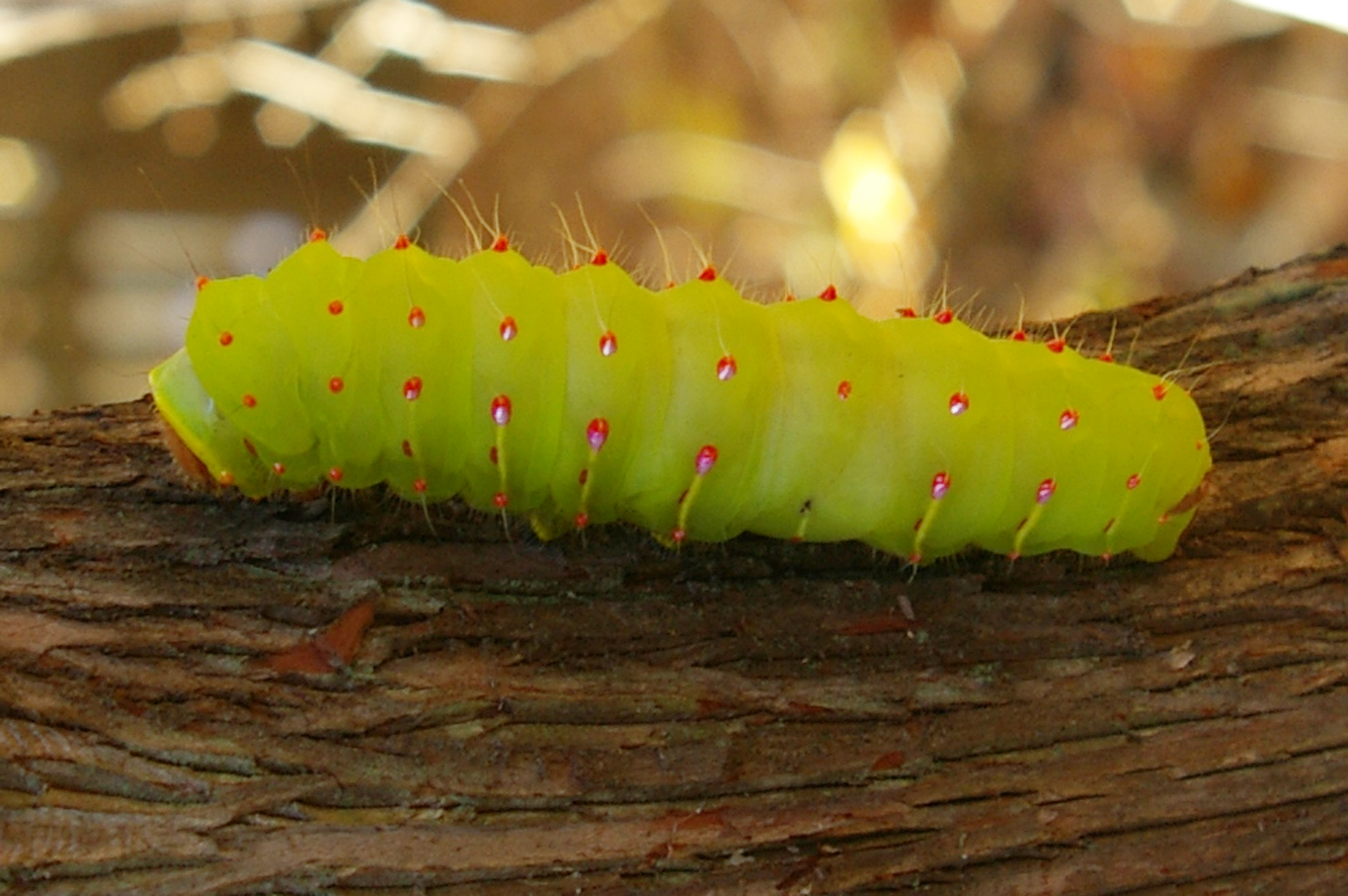
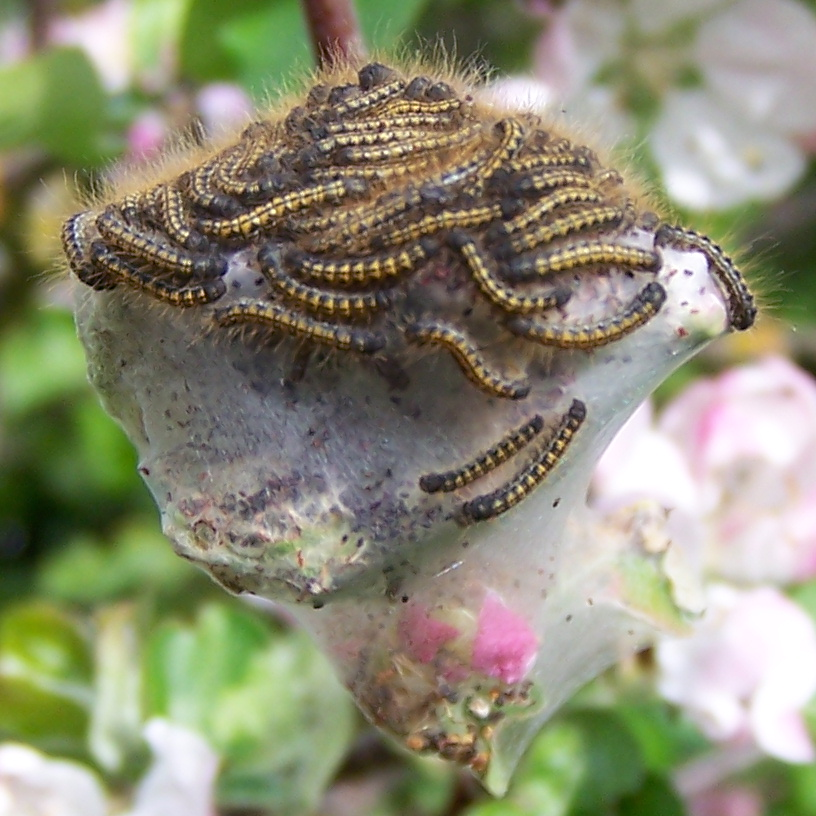
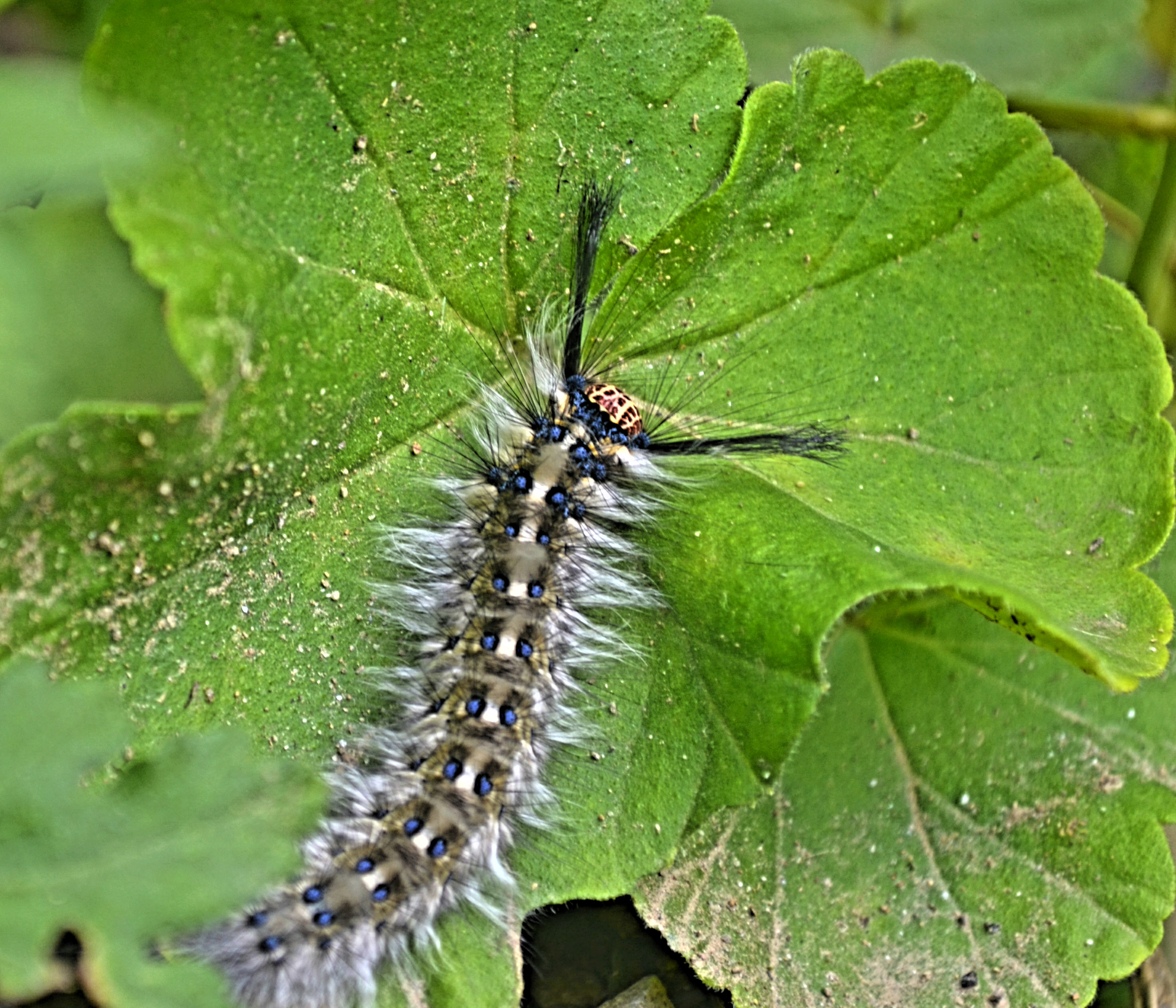
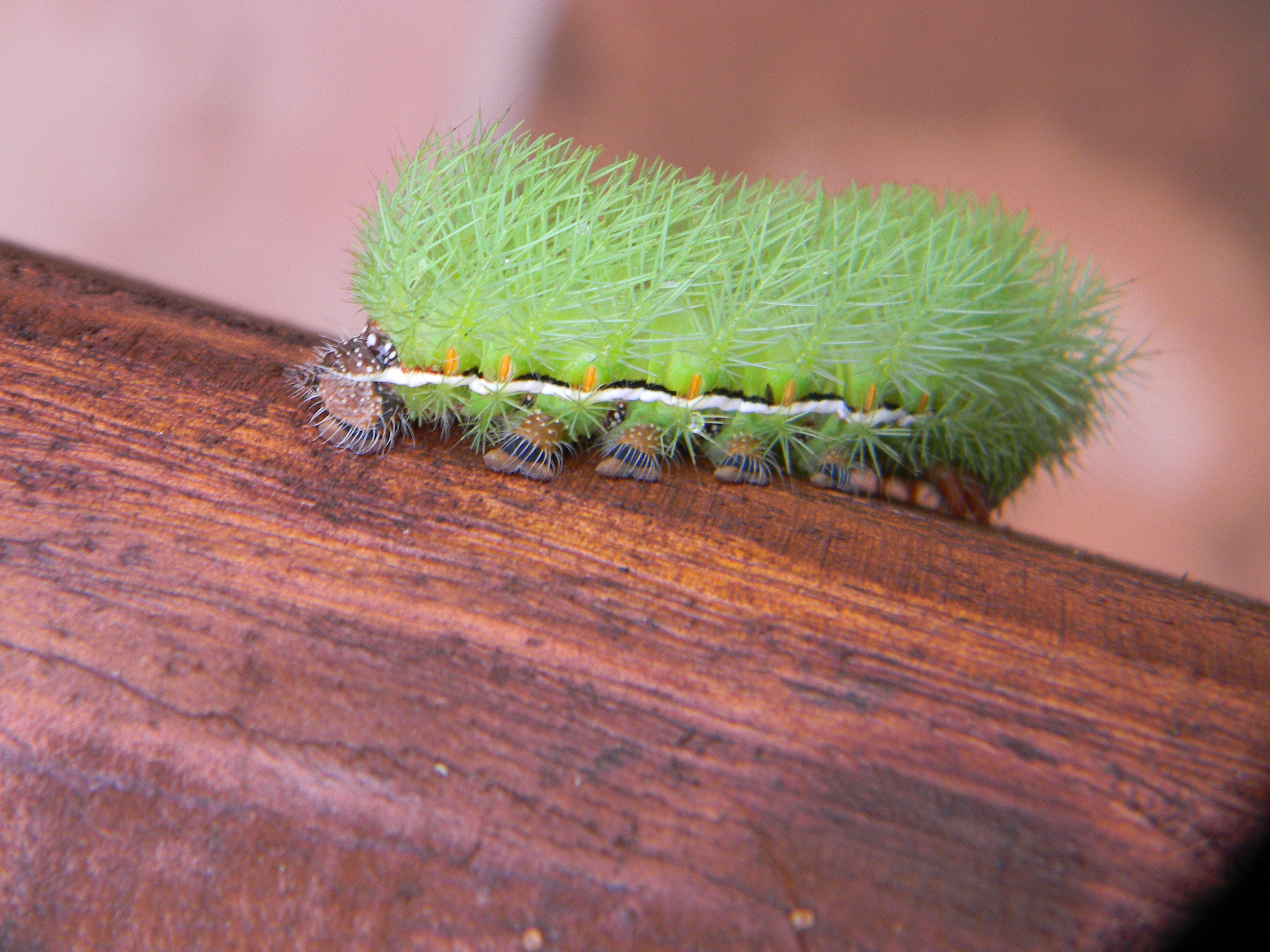
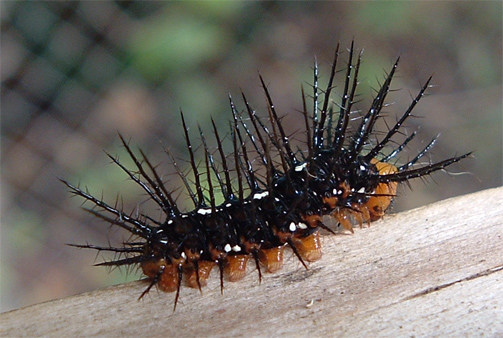
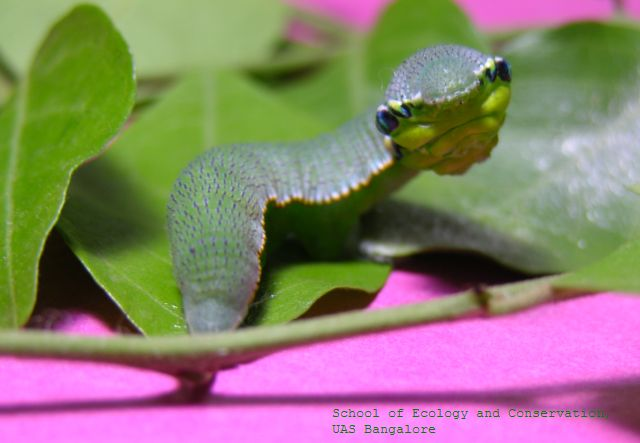
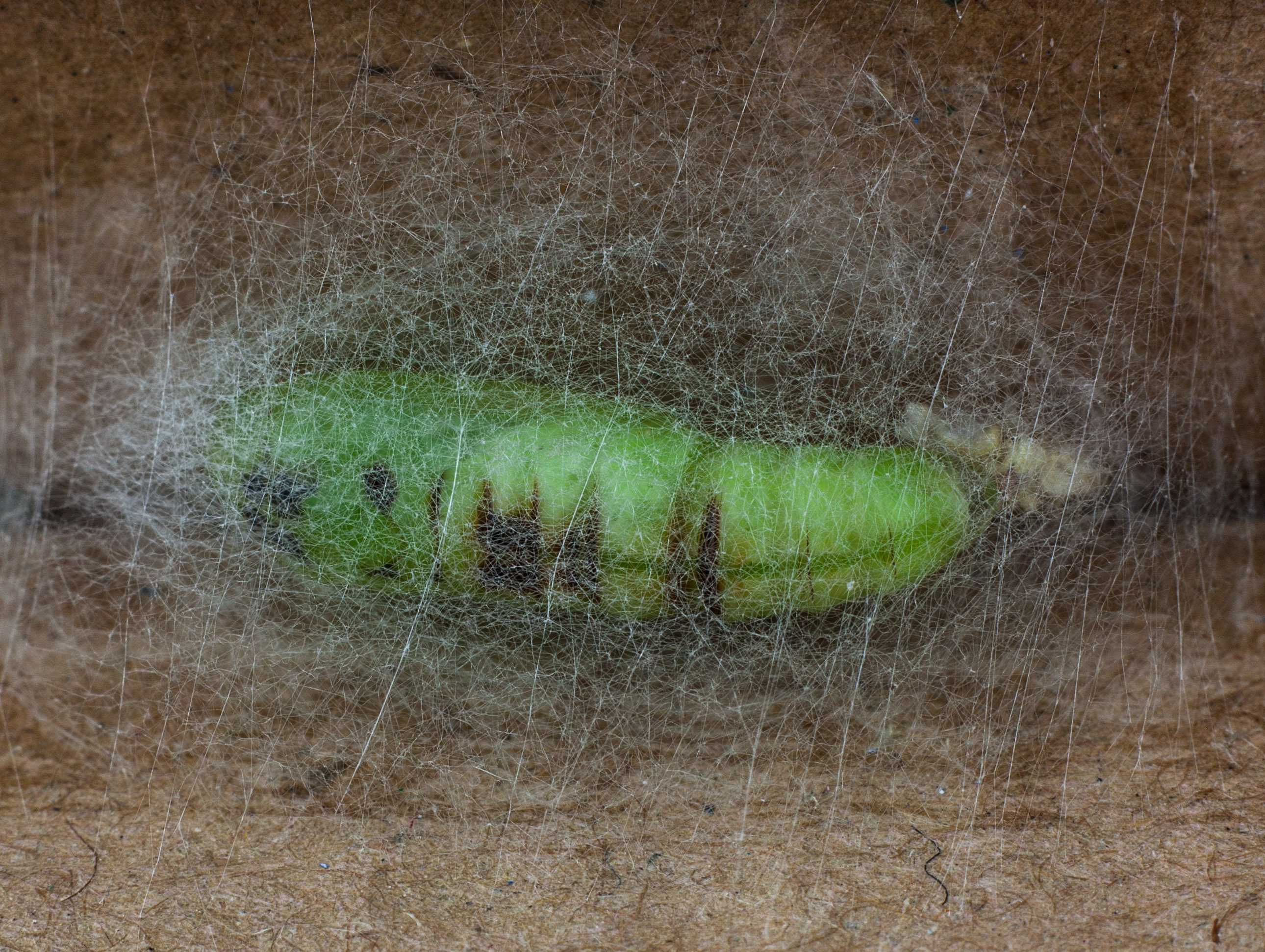
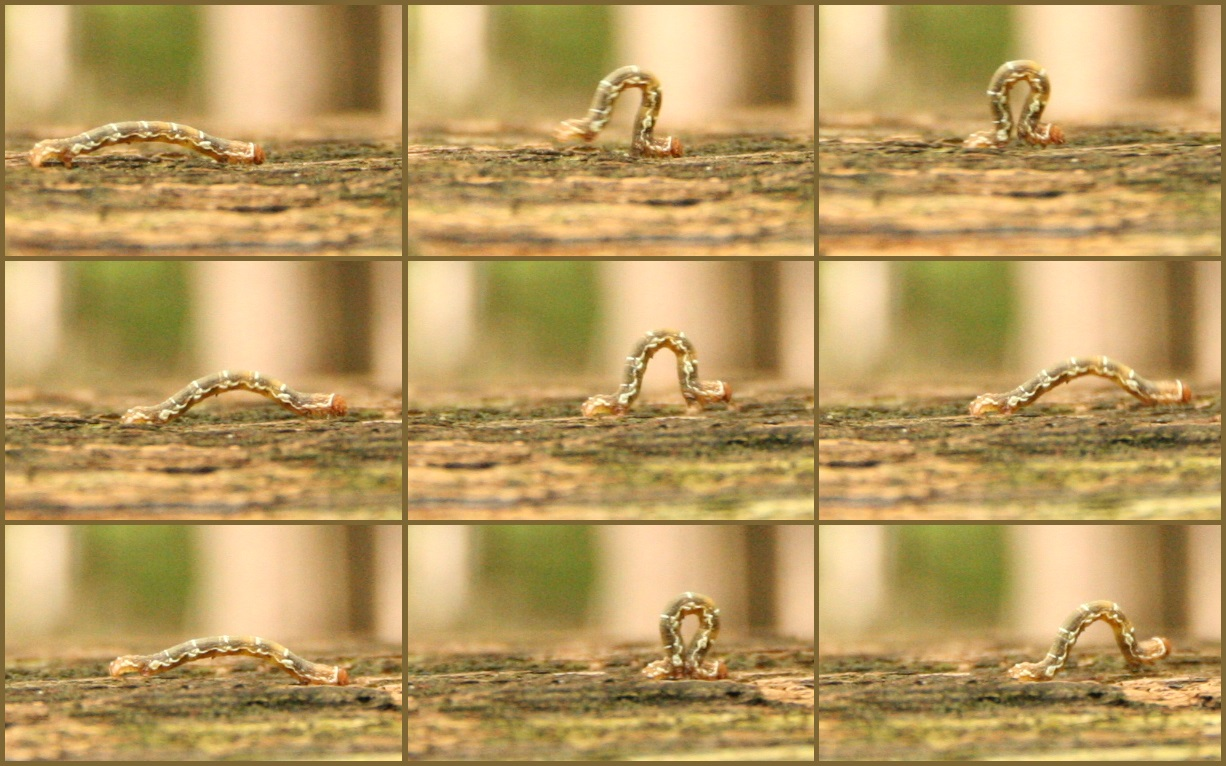